# ازدواج همجنس در بخش کلمبیا
ازدواج همجنس‌ها در واشینگتن، دی. سی. از ۱۸ دسامبر ۲۰۰۹ وقتی که آدریان فنتی شهردار، لایحه ازدواج همجنس‌ها امضا کرد، قانونی شد، این لایحه در شورای شهر بخش کلمبیا‌ در ۱۵ دسامبر ۲۰۰۹ تصویب شد، ۳ دسامبر ۲۰۱۰ عقدنامه‌ها آماده شد و از ۹ مارس ۲۰۱۰ ازدواج آغاز گردید. بخش کلمبیا اولین بخش فرمانداری آمریکاست که ازدواج همجنس‌ها را قانونی می‌کند.
اگرچه در سال ۱۹۹۲ این بخش اجازه همیاری ثبت‌شده به زوج‌های همجنس می‌داد.